# Jules Aimé Grosjean
Jules Aimé Grosjean est un sculpteur et statuaire français né le 7 mai 1872 à Vesoul et mort le 3 avril 1906 à Paris,.

## Biographie
Fils de Jean-François Silvestre Grosjean et de Joséphine Catherine Clerc, Jules Aimé Grosjean naquit au 7 rue Basse à Vesoul
Il fut élève de Louis-Ernest Barrias et de Hector Lemaire.
Il meurt d'une méningite à Paris, à l'âge de 33 ans.
Il a été inhumé dans l'ancien cimetière de Vesoul, auprès de plusieurs autres membres de sa famille. L’œuvre surmontant la sépulture porte le nom de La Méditation a été réalisée par Grosjean lui-même.

## Œuvres
- Liste des œuvres de Jules Aimé Grosjean
  - Les Âges de la vie[6]
  - Statue (gisant) : Christ (autel, tabernacle du maître-autel)[7]